# Joselito (José Gómez Ortega)
Pour les articles homonymes, voir José Gómez, Gómez, Joselito et Ortega.
José Gómez Ortega dit « Joselito » ou encore « Gallito » (« petit coq ») est un célèbre matador espagnol, né le 8 mai 1895 à Gelves (province de Séville) et mort le 16 mai 1920 à Talavera de la Reina (province de Tolède).

## Présentation
Fils du matador Fernando Gómez García « El Gallo », il est considéré dès son plus jeune âge comme un enfant prodige de la tauromachie. Il montre très tôt une intuition et une connaissance du taureau que peu d'adultes possédaient. Avant même d'atteindre treize ans, il tue son premier eral (jeune taureau de moins de deux ans) ; on l'empêcha d'en tuer un autre au motif qu'il était trop gros pour un aussi jeune garçon. José pleure de rage car il est convaincu qu'il aurait pu le tuer également.
Il débute en public à Jerez de la Frontera en 1908, alors qu'il n'a pas encore treize ans. Immédiatement, il impressionne par son style, sa capacité à surmonter les difficultés de la lidia (« combat ») et sa capacité de comprendre immédiatement les qualités et les défauts des taureaux qui lui sont opposés.
Immédiatement après son alternative prise en 1912, surgit une rivalité avec « Bombita », « Machaquito » et Vicente Pastor, d'une certaine manière avec son frère Rafael, puis avec le mexicain Rodolfo Gaona. Mais son principal rival sera son ami Juan Belmonte. Ces rivalités font que nombre d'aficionados appellent cette époque l'« Âge d'or » de la tauromachie.
Le 16 mai 1920, à Talavera de la Reina, il est tué par le taureau « Bailador » de la Señora viuda de Ortega. Cette mort est une véritable tragédie nationale. Son rival et ami, Juan Belmonte, lorsqu'il apprend la nouvelle, en reste hébété plusieurs heures, incapable de faire autre chose que répéter à intervalles réguliers : « Un toro ha matado a Joselito… Un toro ha matado a Joselito… ».
Ses obsèques sont de véritables funérailles nationales. Il repose au cimetière de San Fernando à Séville ; aujourd'hui encore, sa tombe est régulièrement fleurie.
« Joselito » était considéré comme le plus grand matador de son époque ; aujourd'hui encore, il est considéré comme l'un des plus grands ; pour nombre d'aficionados, il est le plus grand de tous. Jacques Durand le surnomme « le torero plus léger que l'air, mythe de la tauromachie comme jeu élégant, sauvage et échiquéen.»
Dans les arènes de Séville, lorsqu'une corrida a lieu un 16 mai, le paseo est fait aux accents du paso doble « Gallito » (pasodoble pourtant composé en l'honneur de son frère) et non celui « Maestranza » qui est joué habituellement.
De même, à Madrid, pour la corrida du 16 mai, se déroulant durant la feria de San Isidro, une minute de silence est observée à la fin du paseo et, lorsque la musique reprend avant l'entrée du premier toro, c'est le pasodoble « Gallito » qui remplace le traditionnel « España Cañi ».
« Joselito » était le frère du matador  Rafael Gómez Ortega « El Gallo » ; il était le beau-frère du matador Ignacio Sánchez Mejías, lui aussi mort dans l’arène.
C'est à « Joselito » et à Juan Belmonte que l'on doit l'invention du toreo de salon, une pratique destinée à peaufiner l'esthétique et la présentation du matador.

### Carrière
- Débuts en public : Jerez de la Frontera (Espagne, province de Cadix) le 19 avril (ou le 13 juin selon d'autres sources) 1908 aux côtés de José Puerta, « Pepete », et José Garate « Limeño ». Becerros de la ganadería de Don Cayetano de la Riva.
- Présentation à Madrid : 13 juin 1912 en mano a mano avec « Limeño ». Cinq novillos de la ganadería de Don Eduardo Olea et un de la ganadería du duc de Santa Coloma.
- Alternative : Séville le 28 septembre 1912. Parrain, son frère aîné Rafael « El Gallo » ; témoin, Antonio Pazos. Taureaux de la ganadería de Moreno Santamaría.
- Confirmation d’alternative à Madrid : 1er octobre 1912. Parrain, son frère aîné Rafael « El Gallo » ; témoins, Vicente Pastor et Manuel Martín Gómez « Vázquez II » (ce dernier recevant lui-même l’alternative). Six taureaux de la ganadería du duc de Veragua et de la ganadería de Benjumea.
- Premier de l’escalafón en 1913, 1914, 1915, 1916, 1917 et 1918.

## Notes et références

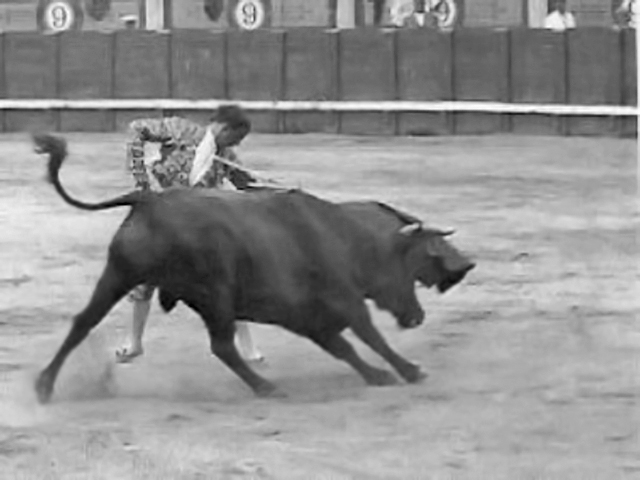
Joselito effectuant une naturelle dans un mouvement circulaire